# 山梨学院大学ラグビー部
山梨学院大学ラグビー部（やまなしがくいんだいがくラグビーぶ、Yamanashi Gakuin Univ Rugby Football Club）は、関東大学ラグビーリーグ戦グループ2部に所属する山梨学院大学のラグビーチーム。1975年に創部。愛称・略称は山学（やまがく）学院（がくいん）。

## 戦績
近年のチームの戦績は以下のとおり。
| 年度 | 所属 | 順位 | 備考                               |
| ---- | ---- | ---- | ---------------------------------- |
| 2005 | 2部  | 2位  | ※入替戦 10-14 中央大学 2部残留     |
| 2006 | 2部  | 3位  |                                    |
| 2007 | 2部  | 3位  |                                    |
| 2008 | 2部  | 4位  |                                    |
| 2009 | 2部  | 3位  |                                    |
| 2010 | 2部  | 2位  | ※入替戦 12-31 法政大学 2部残留     |
| 2011 | 2部  | 2位  | ※入替戦 26-45 中央大学 2部残留     |
| 2012 | 2部  | 2位  | ※入替戦 14-21 大東文化大学 2部残留 |
| 2013 | 2部  | 1位  | ※入替戦 50-26 拓殖大学 1部昇格     |
| 2014 | 1部  | 6位  |                                    |
| 2015 | 1部  | 8位  | ※入替戦 17-28 日本大学 2部降格     |
| 2016 | 2部  | 1位  | ※入替戦 40-35 日本大学 2部残留     |
| 2017 | 2部  | 5位  |                                    |
| 2018 | 2部  | 4位  |                                    |
| 2019 | 2部  | 4位  |                                    |
| 2020 | 2部  | 2位  |                                    |
| 2021 | 2部  | 3位  |                                    |
| 2022 | 2部  | 4位  |                                    |
| 2023 | 2部  | 5位  |                                    |
| 2024 | 2部  | 3位  |                                    |

## 主な在籍選手
- 須藤智樹（主将 / 深谷高）
- 郷家一晟（副将 / 仙台育英高）
- 具志堅竣祐（副将 / 名護高）
- 佐々木大志（FWリーダー / 大館鳳鳴高）
- 小俣一樹（BKリーダー / 目黒学院高）
- 中条拓夢（BKリーダー / 小樽桜陽高）
- セバスティアン・ボッシュオフ（グローバルリーダー / パールボーイズ高）

## 在籍した選手
- 古賀淳（日本代表、三洋電機ワイルドナイツ / 日大藤沢高）
- 大石力也（7人制日本代表、NECグリーンロケッツ / 岡谷工業高）
- 川田涼（NTTドコモレッドハリケーンズ / 明和県央高）
- 木村優太（釜石シーウェイブス / 宮城水産高）
- 金野新（釜石シーウェイブス→ S.R.C / 釜石工高）
- 後藤輝也（7人制日本代表、NECグリーンロケッツ / 桂高）
- 小林広気（秋田ノーザンブレッツラグビーフットボールクラブ / 熊谷工業高）
- 田中光（NECグリーンロケッツ / 新発田農業高）
- 土屋樹生（三菱重工相模原ダイナボアーズ / 深谷高）
- トコキオソシセニ（豊田自動織機シャトルズ / ケルストンボーイズ高）
- 延山敏和（トヨタ自動車ヴェルブリッツ / 御所実業高）
- 間藤郁也（清水建設ブルーシャークス / 新発田農業高）
- 古屋孝広（Honda HEAT / 甲府工業高）
- 茂手木亮（日野レッドドルフィンズ / 日川高）
- 山本貴治（NECグリーンロケッツ / 四日市農芸高）
- ラファエレティモシー（日本代表、神戸製鋼コベルコスティーラーズ / デラセラカレッジ）
- レイルアマーフィー（NTTコミュニケーションズシャイニングアークス / デ・ラ・サールカレッジ）
- レポロテビタ（三菱重工相模原ダイナボアーズ / ウェスレイカレッジ）
- 河野孝太郎（三重ホンダヒート / 大分東明高）
- ティモテ・タヴァレア（三菱重工相模原ダイナボアーズ / ジョンポールカレッジ）
- モセセ・ソキベタ（秋田ノーザンブレッツラグビーフットボールクラブ / ナタブアハイスクール）
- コナー・ウィホンギ（三重ホンダヒート / オークランド・ボーイズ・グラマー高校）
- 加島DJ（三菱重工相模原ダイナボアーズ / 湘南工科高等学校高校）
- 小嶋大士（2023年度主将、浦安D-Rocks / 日川高）
- 鈴木虎鉄（JR東日本レールウェイズ / 黒沢尻工業高）
- 池村冬紀（狭山セコムラガッツ / 県立川口高）

## 所在地
- 山梨県甲府市和戸655 （山梨学院和戸ラグビー場）